# C/2017 T2 (PANSTARRS)
C/2017 T2 (PANSTARRS) es un cometa de periodo largo observado por primera vez el 2 de octubre de 2017 por el programa de búsqueda sistemática Pan-STARRS operado desde el Observatorio de Haleakala en Hawaii, Estados Unidos. Pasó por el perihelio el 4 de mayo de 2020 a una distancia del Sol de 1,6 unidades astronómicas, aproximadamente la distancia a la que orbita Marte, lo que alejó el riesgo de desintegración del mismo.
Por sus parámetros orbitales, se clasifica este cometa como dinámicamente nuevo, es decir, desde su origen postulado en la nube  de Oort, es la primera vez que pasa por el Sistema Solar interior.
El comenta comenzó a mostrar una coma cometaria en marzo de 2019 cuando el cometa se encontraba a 5,1 ua del Sol. Se han detectado nubes de partículas de polvo concéntricas alrededor del núcleo cometario originadas por la sublimación del mismo mientras gira alrededor de su eje que apunta directamente a la Tierra.